# Rainer Knaak
Rainer Fritz Albert Knaak (* 16. März 1953 in Pasewalk) ist ein deutscher Schachspieler.

## Leben und schachliche Laufbahn
Rainer Knaak erlernte das Schachspiel im Alter von fünf Jahren und machte schnell Fortschritte. In den Jahren 1966, 1969 und 1970 wurde er DDR-Meister in seiner Altersklasse. Im Jahre 1971 nahm Knaak ein Mathematikstudium auf, das er 1979 mit Diplom abschloss. In der Zwischenzeit wurde er 1975 Großmeister und galt neben Wolfgang Uhlmann als bester Spieler in der DDR. Er gewann den Titel des DDR-Meisters fünfmal (1974, 1978, 1982, 1983 und 1984) und spielte für die DDR bei den Schacholympiaden 1972, 1988 und 1990.
Nach der Wiedervereinigung spielte Knaak in der Schachbundesliga von 1990 bis 1993 bei der SG Porz, in der Saison 1993/94 beim SC Stadthagen und von 1994 bis 2011 beim SV Werder Bremen, mit dem er 2005 deutscher Mannschaftsmeister wurde. 1992 gewann er das Schachfestival Bad Wörishofen. Im November 2024 errang Knaak den Titel eines ungeteilten Senioren-Schachweltmeisters in der Kategorie 65+.
Seit 1994 ist er hauptberuflich Mitarbeiter bei der Firma ChessBase.

## Familie
Rainer Knaak ist der Sohn von Hans Knaak (1928–2016), von dem er das Schachspielen erlernte. Er ist seit 1977 verheiratet und hat zwei Kinder. Sein Bruder Joachim Knaak (* 1951) ist auch Schachspieler.

## Veröffentlichungen (Auswahl)
- mit Lothar Vogt: Königsindisch pro und contra. Sportverlag, Berlin 1992, ISBN 3-328-00396-7.
- mit Burkhard Starke: Ein langes Schachjahrhundert: Jahr um Jahr von 1894 bis 2000. Joachim Beyer Verlag, Eltmann 2017, ISBN 978-3-95920-054-7.